# Francisco de Salamanca (rejero)

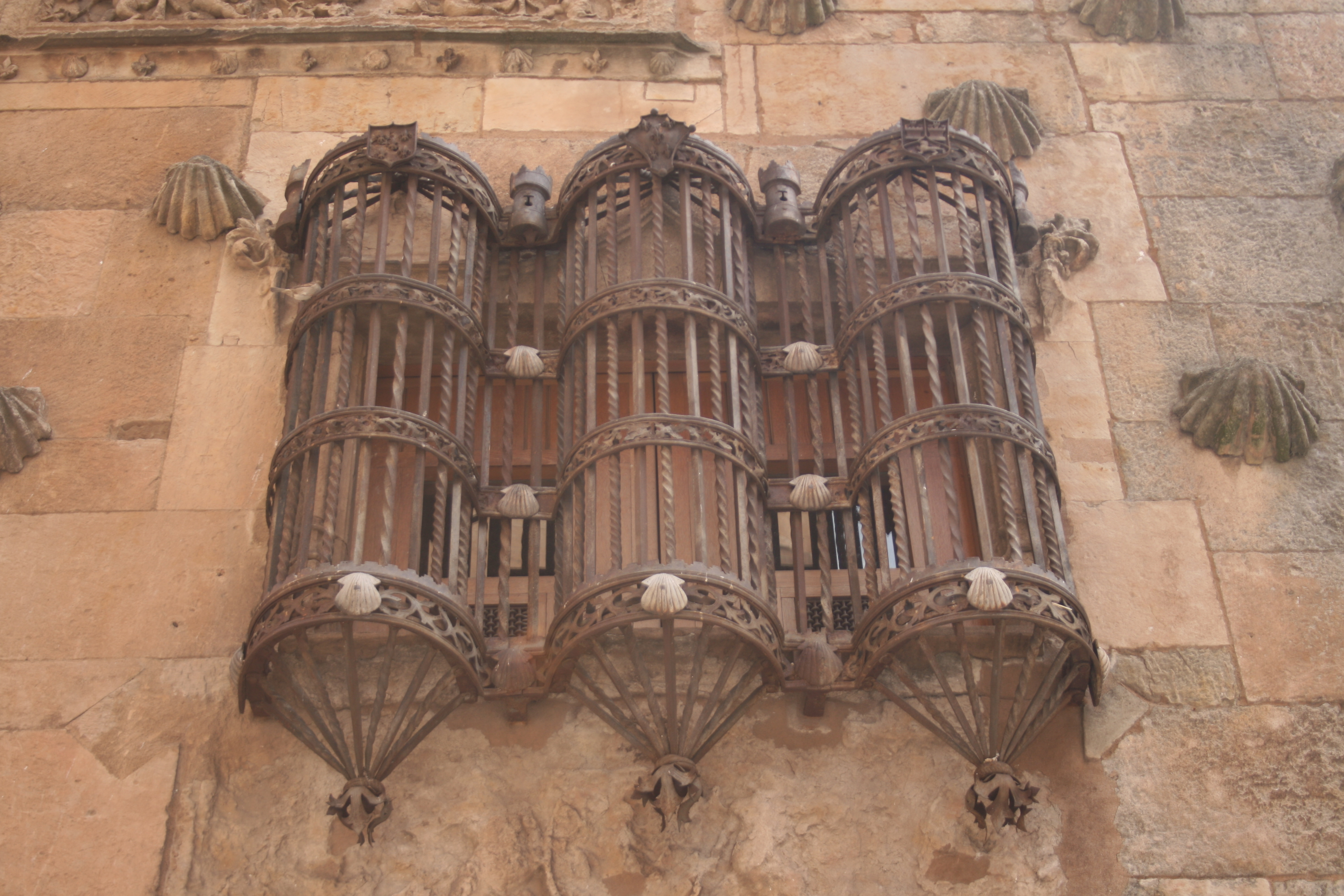
Reja en la Casa de las Conchas de Salamanca, obra de fray Francisco de Salamanca.

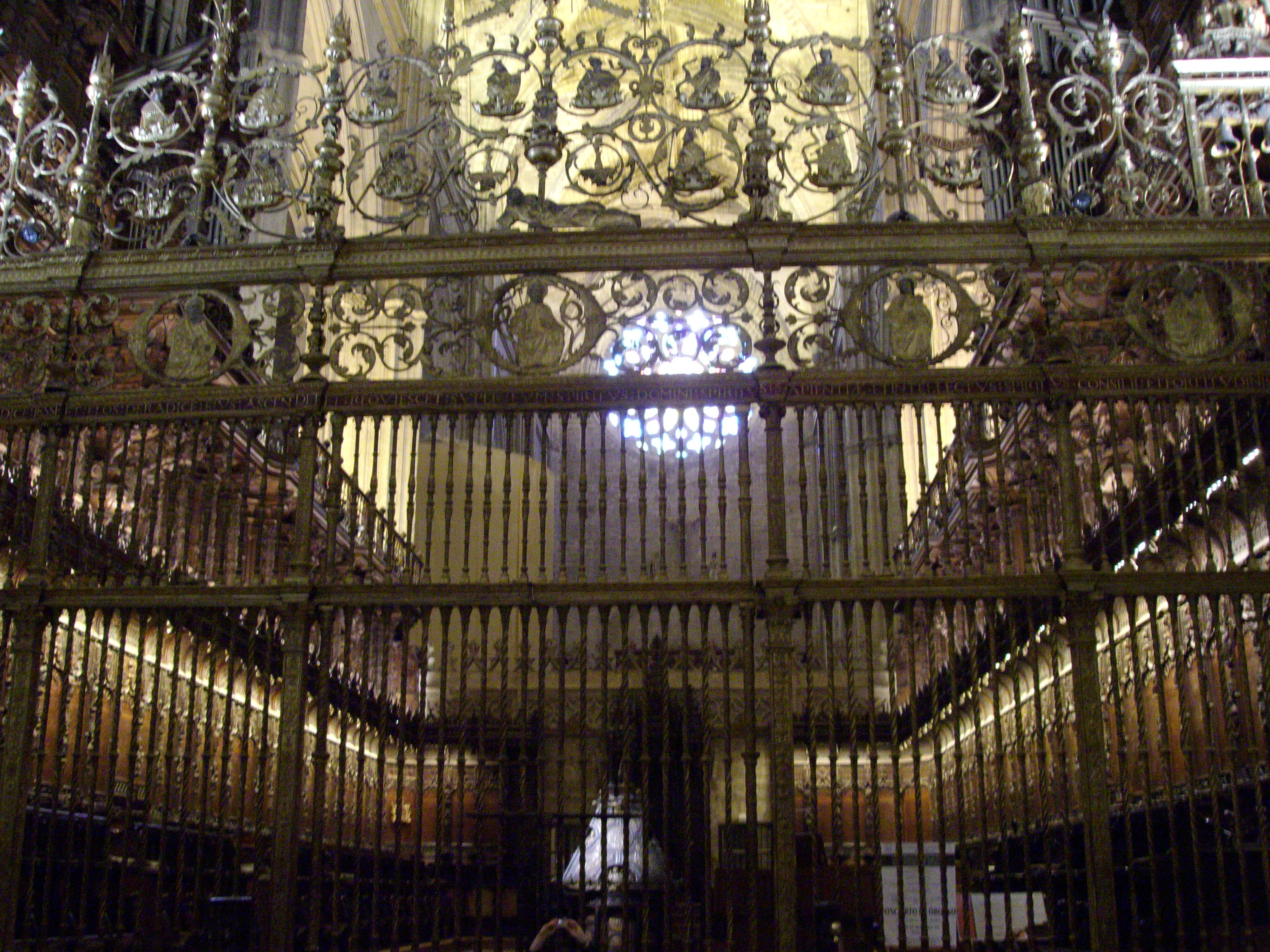
Reja de la capilla mayor de la Catedral de Sevilla, realizada por Salamanca entre 1518 y 1529.

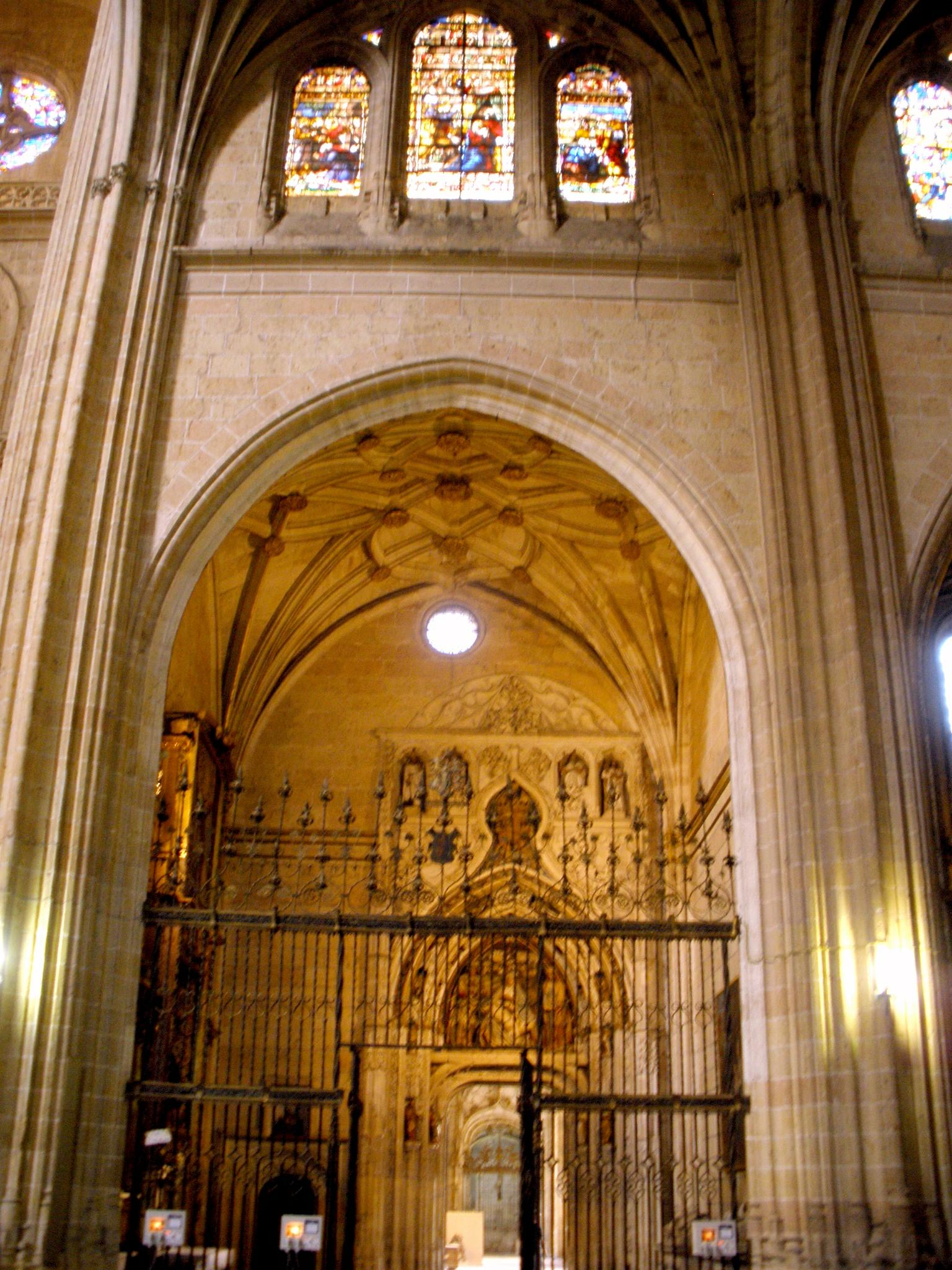
Reja de la capilla del Santísimo Cristo del Consuelo, en la Catedral de Segovia.

Francisco de Salamanca (nacido en Salamanca en el siglo XV) fue un monje cartujo y dominico español, destacado por su trabajo como rejero, siendo considerado el introductor del balaustre en la rejería española.

## Biografía
Siendo joven ingresó en la Orden de los Cartujos, y en 1493 cambió a la Orden de los Predicadores, realizando en ambas etapas multitud de trabajos de rejería. Formó taller escuela en el convento de San Esteban de Salamanca, en el convento de San Pablo de Valladolid, en el monasterio de Santo Tomás de Ávila y en Sevilla, destacando entre sus discípulos Pedro Delgado, su sobrino, fray Juan de Ávila, Bartolomé de Jaén y Antonio de Palencia.
Debido a las semejanzas estéticas de su trabajo con el del maestro Bujil, induce a pensar que Salamanca pudo ser su alumno.

## Obras
- Rejas del sepulcro de Juan II e Isabel de Portugal en la cartuja de Miraflores (Burgos), realizadas en 1493.[2]

- Reloj para una capilla de la Universidad de Salamanca, realizado en Ávila a partir de 1503.[3]

- Reja de la capilla mayor del Real Monasterio de Santa María de Guadalupe (Cáceres), terminada en 1514.

- Reja de la capilla mayor de la catedral de Sevilla, construida entre 1518 y 1529.

- Reja del coro de la catedral de Sevilla, realizada en 1523.

- Reja de la capilla de la Gamba de la catedral de Sevilla.

- Dos púlpitos de hierro dorado situados en los laterales de la reja de la capilla mayor de la catedral de Sevilla, realizados entre 1527 y 1532.

- Reja de la capilla de los Alderete de la iglesia de San Antolín de Tordesillas.

- Rejas de las ventanas de la Casa de las Conchas de Salamanca.[2]

- Reja de la capilla de San Isidro y de la capilla del baptisterio, ambas en la catedral de Palencia.

- Reja de la capilla de la Asunción de la iglesia de San Pedro de Villaescusa de Haro (Cuenca).

- Reja para la capilla mayor de la antigua catedral de Santa María de Segovia en 1515, actualmente ubicada en la capilla de la Piedad de la actual catedral de Segovia. Fue dibujada en el siglo XIX por Daniel Zuloaga, y copiada por el rejero Ángel Pulido en Orduña (Vizcaya).[4]

- Reja para el coro de la antigua catedral de Segovia, en 1515. En la actualidad ubicada en la capilla del Santísimo Cristo del Consuelo de la catedral de Segovia.[5]

- Reja en el monasterio de Santa María de El Paular en Rascafría (Madrid).

- Reja para el sepulcro de Alonso Fernández de Madrigal en la catedral de Ávila, realizado junto con su sobrino fray Juan de Ávila.[2]